# Vriesea panamaensis
Vriesea panamaensis är en gräsväxtart som beskrevs av Elvira Angela Gross och Werner Rauh. Vriesea panamaensis ingår i släktet Vriesea och familjen Bromeliaceae. Inga underarter finns listade i Catalogue of Life.